# Aglauro

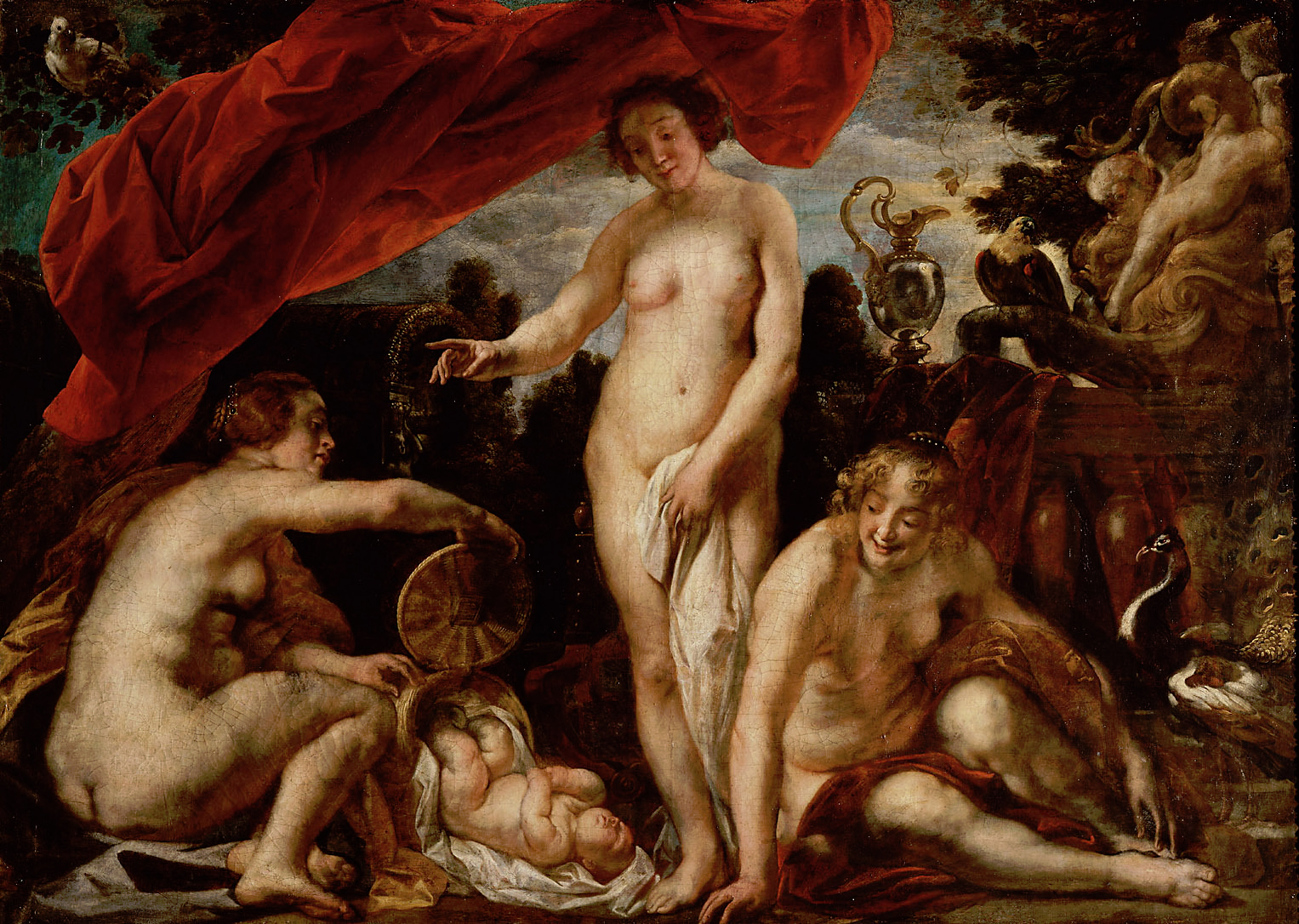
Óleo en lienzo de 1640, obra de Jacob Jordaens: Las hijas de Cécrope encuentran a Erictonio.

En la mitología griega, Aglauro o Agraulo (en griego antiguo, Ἄγλαυρος: Áglauros) era una princesa ateniense, hija del primer rey que tuvo la ciudad, Cécrope, y de Aglauro, hija de Acteo, el anterior gobernante de la región. Cécrope fue el primero que reconoció la paternidad al establecer la institución del matrimonio y de la familia.
Aglauro fue amante de dos olímpicos: Ares y Hermes. Con el primero fue madre de Alcipe; y con el segundo, de Cérix.
En una ocasión Hefesto intentó violar a la diosa Atenea, pero ésta lo rechazó. El semen del dios cayó en la tierra, fertilizándola, y de esta manera nació Erictonio, el futuro rey de Atenas. No queriéndolo para sí, Gea entregó el bebé a Atenea, que al no querer ver manchada su reputación de diosa virginal, lo metió en una canasta cerrada y lo entregó a Aglauro y a sus hermanas Herse y Pándroso con la expresa prohibición de que lo abrieran. Pero Aglauro y Herse no pudieron contener su curiosidad y destaparon la cesta. Al ver al pequeño Erictonio, que tenía la mitad del cuerpo con forma de serpientes, las dos hermanas se volvieron locas y se suicidaron arrojándose desde la Acrópolis de Atenas o, según Higino, desde un acantilado. También es posible que en su muerte interviniera la serpiente que estaba enroscada en el cuerpo de Erictonio. También se cuenta que Atenea se enteró de que las hermanas habían abierto la canasta cuando transportaba una enorme roca con la que pensaba reforzar la Acrópolis. Airada por la desobediencia, la arrojó sobre las desdichadas princesas, que quedaron sepultadas bajo lo que desde entonces es el monte Licabeto.

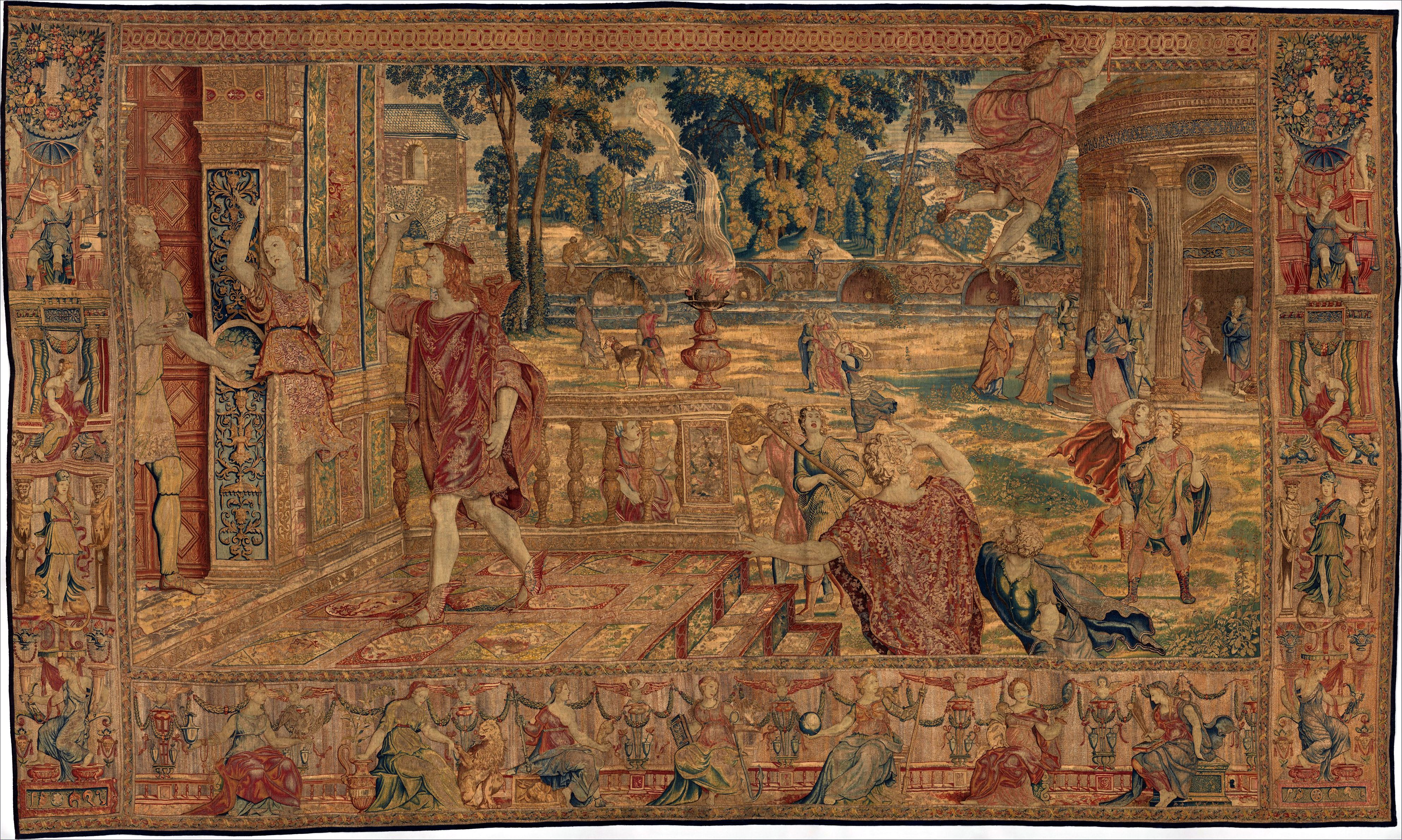
Aglauro es convertida en piedra.

Ovidio, sin embargo, hace que las hermanas sobrevivan a este incidente pero no sin escapar de la ira de los dioses: estando Hermes en la ciudad durante las celebraciones de las Panateneas, se enamoró de Herse y pidió a Aglauro que hiciese de mediadora. Atenea envió entonces a  Envidia, para que se apoderara de Aglauro. Ésta, previendo un matrimonio feliz de su hermana con su anterior amante, no sólo no colaboró con Hermes, sino que se interpuso en su voluntad, impidiéndole que entrara en su casa para ver a Herse. Enfurecido, el dios mensajero la transformó en una roca negra.
Una tercera versión, seguida por Plutarco y Suidas, da una visión totalmente distinta del personaje de Aglauro: Atenas se hallaba inmersa en una larga guerra que estaba minando su prosperidad. Consultado, un oráculo respondió que la guerra cesaría si alguien se sacrificaba voluntariamente por el bien de su ciudad. Este sería el motivo por el que Aglauro se arrojó desde la Acrópolis, y por ello los atenienses, agradecidos, celebraron desde entonces festivales y misterios en su honor, y le construyeron un templo en el mismo lugar de su muerte. Allí los jóvenes atenienses prometían defender su patria hasta el final en la ceremonia en la que se les armaba como guerreros por primera vez.
Porfirio afirma que Aglauro también era venerada en Chipre, donde se le ofrecían incluso sacrificios humanos. La víctima era conducida al templo y tras dar tres vueltas alrededor del altar, el sacerdote le atravesaba el cuerpo con una lanza y mandaba que lo quemasen inmediatamente. Dífilo, rey de Chipre en tiempos de Seleuco, derogó esta costumbre, sustituyendo la víctima humana por un toro.